# Morus serrator
La sula australiana (Morus serrator G. R. Gray, 1843) è un uccello appartenente alla famiglia dei Sulidi diffuso lungo le coste di Australia e Nuova Zelanda.

## Descrizione
Lunga tra gli 85 ed i 97 cm, ha un aspetto molto simile a quello della sula bassana ed è quasi identica alla sula del Capo; se ne distingue per avere coda nera al centro e bordo posteriore dell'ala nero.

## Biologia
Depone le uova in ottobre e in novembre.

## Distribuzione e habitat
Nidifica nelle isole al largo dello Stato australiano di Victoria e della Tasmania; una dozzina di colonie vive in Nuova Zelanda, al largo dell'Isola del Nord. Il raggruppamento più importante è composto da 5000 coppie. Al di fuori della stagione riproduttiva, le sule australiane si disperdono in alto mare, dall'Australia occidentale alla Nuova Zelanda orientale, frequentando l'Oceano a sud del tropico del Capricorno.